# Herz ohne Gnade
Herz ohne Gnade ist ein deutsches Filmmelodram aus dem Jahre 1958 von Viktor Tourjansky mit Barbara Rütting, Hansjörg Felmy und Werner Hinz in den Hauptrollen. Der Geschichte liegt ein Fortsetzungsroman des langjährigen Hörzu-Chefredakteurs Eduard Rhein, welcher diesen unter dem Pseudonym Klaus Hellmer veröffentlichte, zugrunde.

## Handlung
In der Bundesrepublik Deutschland der Wirtschaftswunder-Zeit, Ende der 1950er Jahre: Im Zentrum der Geschichte steht die Familie Rombach, bestehend aus dem herrschaftsbewussten Industriellen Friedrich Rombach und dem ihm verhassten Stiefsohn Ulrich. Ihr Missverhältnis basiert auf einem generellen Generationen- und Autoritätskonflikt: Der harte Firmenpatriarch verlangt von dem zukünftigen Firmenerben unbedingte Subordination, die der junge Heißsporn nicht zu leisten gewillt ist. In dieses angespannte Klima kehrt eines Tages die junge, vaterlose Anja Wegener ein, um in Friedrichs hanseatischer Großbürgervilla eine Anstellung als Privatsekretärin des alten Rombach anzutreten. Ihre Mutter und ihre Schwester Hilde, die beide von der Hand in den Mund leben, kann sie mit Rombachs Einverständnis im Gartenhäuschen unterbringen. Friedrich Rombach ist ein reservierter, harter Mann, nahezu unnahbar und bisweilen von klirrend kalter Präsenz. Die Anwesenheit Anjas taut ihn allmählich etwas auf, und nach einiger Zeit beschließt er, seiner Angestellten einen Heiratsantrag zu machen. Nicht zuletzt aus dem Kalkül heraus, für sich und ihre Verwandten eine gesicherte Existenz zu gewährleisten, nimmt Anja den Antrag an. 
Friedrichs Stiefsohn Ulrich zeigt gleichfalls ostentatives Interesse an Anja. Er umgarnt sie, und die junge Frau geht auf sein jugendlich-unbekümmertes, frech-stürmisches Werben ein. Während der sehr viel ältere Friedrich Anja Beständigkeit und Sicherheit zu bieten hat, ist es Ulrichs kühne und frische Unbekümmertheit, die sie magisch anzieht. Und so steigt sie eines Tages für eine Spritztour mit dessen Freunden zu ihm in den Sportwagen. Der Ausflug macht allen großen Spaß. Auf dem Rückweg veranstalten Ulrich und einer seiner Kumpels aus Übermut ein Wettrennen. Es kommt, wie es kommen muss: Der Freund verliert die Kontrolle über sein Fahrzeug und verunglückt tödlich. Anja und Ulrich werden lediglich verletzt. Geschockt übernachten die beide im Doppelzimmer in einem Gasthaus. 
Als der alte Rombach davon erfährt, beginnt er vor Eifersucht innerlich zu rasen. Der Hass auf den ungeliebten Junior wird derart groß, dass er einen folgenschweren Plan ausheckt. Bei Ankunft der beiden jungen Leute finden diese Friedrich Rombach tot vor. Offensichtlich ist er ermordet worden, und es sieht so aus, als hätte Ulrich seine Finger im Spiel. Jedenfalls nimmt Kriminalrat Dorn die Ermittlung gegen Ulrich Rombach wegen Verdachts auf Vatermord auf. Dies scheint Ulrich anfänglich noch nicht sonderlich zu beunruhigen, jedenfalls feiert er in seinem Haus ausgelassen seinen Geburtstag. Im Laufe der Ermittlungen treten einige Ungereimtheiten auf. Schließlich kommt die Wahrheit ans Licht: Der alte Rombach hat sich einzig nur deshalb umgebracht, um diese Bluttat als Mord dem verhassten Filius in die Schuhe zu schieben. Jetzt, wo Ulrich nicht weiter verdächtigt wird, können er und Anja eine gemeinsame Zukunft planen.

## Produktionsnotizen
Herz ohne Gnade entstand zum Jahresbeginn 1958 in Hamburg und wurde am 24. April 1958 in Hamburgs Barke-Kino uraufgeführt. 
Walter Koppel hatte die Gesamtleitung, Gyula Trebitsch die Herstellungsleitung. Herbert Kirchhoff und Albrecht Becker schufen die Filmbauten, Erna Sander entwarf die Kostüme. Werner Schlagge und Werner Pohl zeichneten für den Ton verantwortlich. Herbert Grieser war Maskenbildner. Wolfgang Treu, der hier sein Spielfilmdebüt gab, wirkte als Kameraassistent.

## Kritiken
Im Filmdienst heißt es: „Ein mit schwülstigen Talmigefühlen und Illustriertenroman-Gehabe vollgestopftes Psychodrama. Inszeniert nach einem in der Hör zu erschienenen Roman, der die Geschichte vor dem Hintergrund des Wirtschaftswunders jener Jahre mit sehr viel Seelenschmalz serviert.“
Auf wunschliste.de steht geschrieben: „Psychologischer Krimi, gut durchdacht und vorzüglich gespielt.“